# Washington D.C. Area Film Critics Association Awards
Washington D.C. Area Film Critics Association Awards – nagrody przyznawane przez utworzoną w 2003 roku grupę 34 krytyków pochodzących z Waszyngtonu. Członkowie Washington D.C. Area Film Critics Association każdego roku, w wyniku głosowania, wyłaniają zwycięzców w kategoriach związanych z filmem.

## Zwycięzcy

### Najlepszy aktor
- 2002: Jack Nicholson – Schmidt
- 2003: Bill Murray – Między słowami
- 2004: Jamie Foxx – Ray
- 2005: Philip Seymour Hoffman – Capote
- 2006: Forest Whitaker – Ostatni król Szkocji
- 2007: George Clooney – Michael Clayton
- 2008: Mickey Rourke – Zapaśnik

### Najlepsza aktorka
- 2002: Julianne Moore – Daleko od nieba
- 2003: Naomi Watts – 21 gramów
- 2004: Imelda Staunton – Vera Drake
- 2005: Reese Witherspoon – Spacer po linie
- 2006: Helen Mirren – Królowa
- 2007: Julie Christie – Daleko od niej
- 2008: Meryl Streep – Wątpliwość

### Najlepszy film animowany
- 2003: Gdzie jest Nemo?
- 2004: Iniemamocni
- 2005: Wallace i Gromit: Klątwa królika
- 2006: Happy Feet: Tupot małych stóp
- 2007: Ratatuj
- 2008: WALL·E

### Najlepsza obsada
- 2002: Barbershop
- 2003: To właśnie miłość
- 2004: Zakochany bez pamięci
- 2005: Duma i uprzedzenie
- 2006: Mała miss
- 2007: To nie jest kraj dla starych ludzi
- 2008: Wątpliwość

### Najlepszy reżyser
- 2002: Denzel Washington – Antwone Fisher
- 2003: Peter Jackson – Władca Pierścieni: Powrót króla
- 2004: Michel Gondry – Zakochany bez pamięci
- 2005: Steven Spielberg – Monachium
- 2006: Martin Scorsese – Infiltracja
- 2007: Joel i Ethan Coenowie – To nie jest kraj dla starych ludzi
- 2008: Danny Boyle – Slumdog. Milioner z ulicy

### Najlepszy film
- 2002: Droga do zatracenia
- 2003: Władca Pierścieni: Powrót króla
- 2004: Zakochany bez pamięci
- 2005: Monachium
- 2006: Lot 93
- 2007: To nie jest kraj dla starych ludzi
- 2008: Slumdog. Milioner z ulicy

### Najlepszy scenariusz
- 2002: Moje wielkie greckie wesele – Nia Vardalos
- 2003:
  - Adaptowany: Rzeka tajemnic – Brian Helgeland
  - Oryginalny: Między słowami – Sofia Coppola
- 2004:
  - Adaptowany: Bezdroża – Alexander Payne i Jim Taylor
  - Oryginalny: Zakochany bez pamięci – Charlie Kaufman
- 2005:
  - Adaptowany: Capote – Dan Futterman
  - Oryginalny: Miasto gniewu – Paul Haggis i Bobby Moresco
- 2006:
  - Adaptowany: Dziękujemy za palenie – Jason Reitman
  - Oryginalny: Mała miss – Michael Arndt
- 2007:
  - Adaptowany: Wojna Charliego Wilsona – Aaron Sorkin
  - Oryginalny: Juno – Diablo Cody
- 2008:
  - Adaptowany: Slumdog. Milioner z ulicy – Simon Beaufoy
  - Oryginalny: Rachel wychodzi za mąż – Jenny Lumet

### Najlepszy aktor drugoplanowy
- 2002: Dennis Haysbert – Daleko od nieba
- 2003: Benicio del Toro – 21 gramów
- 2004: Jamie Foxx – Zakładnik
- 2005: Paul Giamatti – Człowiek ringu
- 2006: Djimon Hounsou – Krwawy diament
- 2007: Javier Bardem – To nie jest kraj dla starych ludzi
- 2008: Heath Ledger – Mroczny rycerz

### Najlepsza aktorka drugoplanowa
- 2002: Kathy Bates – Schmidt
- 2003: Anna Deavere Smith – Piętno
- 2004: Cate Blanchett – Aviator
- 2005: Amy Adams – Świetlik
- 2006: Jennifer Hudson – Dreamgirls
- 2007: Amy Ryan – Gdzie jesteś, Amando? i Nim diabeł dowie się, że nie żyjesz
- 2008: Rosemarie DeWitt – Rachel wychodzi za mąż